# Грілі (Канзас)
Грілі (англ. Greeley) — місто (англ. city) в США, в окрузі Андерсон штату Канзас. Населення — 273 особи (2020).

## Географія
Грілі розташоване за координатами 38°22′3″ пн. ш. 95°7′37″ зх. д. / 38.36750° пн. ш. 95.12694° зх. д. (38.367515, -95.126844).  За даними Бюро перепису населення США в 2010 році місто мало площу 0,96 км², з яких 0,94 км² — суходіл та 0,02 км² — водойми.

## Демографія
Згідно з переписом 2010 року, у місті мешкали 302 особи в 132 домогосподарствах у складі 84 родин. Густота населення становила 315 осіб/км².  Було 152 помешкання (159/км²).
Расовий склад населення:
| - 97,4 % — білих - 0,3 % — корінних американців - 0,3 % — чорних або афроамериканців - 0,3 % — азіатів - 1,0 % — осіб інших рас |

До двох чи більше рас належало 0,7 %. Частка іспаномовних становила 0,7 % від усіх жителів.
За віковим діапазоном населення розподілялося таким чином: 24,8 % — особи молодші 18 років, 55,3 % — особи у віці 18—64 років, 19,9 % — особи у віці 65 років та старші. Медіана віку мешканця становила 38,3 року. На 100 осіб жіночої статі у місті припадало 105,4 чоловіків;  на 100 жінок у віці від 18 років та старших — 102,7 чоловіків також старших 18 років.
Середній дохід на одне домашнє господарство  становив 40 809 доларів США (медіана — 31 771), а середній дохід на одну сім'ю — 51 268 доларів (медіана — 46 250). За межею бідності перебувало 15,3 % осіб, у тому числі 11,8 % дітей у віці до 18 років та 5,8 % осіб у віці 65 років та старших.
Цивільне працевлаштоване населення становило 115 осіб. Основні галузі зайнятості: освіта, охорона здоров'я та соціальна допомога — 27,8 %, будівництво — 13,0 %, транспорт — 12,2 %.